# Котсуолд (община)
Община Котсуолд (на английски: Cotswold District) е една от седемте административни единици в област (графство) Глостършър, регион Югозападна Англия. Населението на общината към 2010 година е 83 500 жители разпределени в множество селища на територия от 1164.50 квадратни километра. Главен град на общината е Сайрънсестър.

## География
Община Котсуолд обхваща източната и югоизточната части на графството, по границата с областите Оксфордшър, Уорикшър и Уилтшър. Като площ, това е най-голямата община в Глостършър и сред 20-те най-големи общини (от 326) в Англия. Името на общината идва от названието на хълмистата верига Котсуолд Хилс, простираща се през голяма част от територията ѝ.
В близост до селището Кембъл, недалеч от общинския център Сайрънсестър, извира река Темза, която е най-важната и втора по дължина река в кралството. В най-югоизточната част на общината, при градчето Лийчлейд, започва плавателната част на Темза.
По-големи населени места на територията на общината:
| селище         | на английски     | население |
| -------------- | ---------------- | --------- |
| Сайрънсестър   | Cirencester      | 19 000    |
| Тетбъри        | Tetbury          | 5375      |
| Феърфорд       | Fairford         | 4136      |
| Мортън ин Марш | Moreton-in-Marsh | 3568      |
| Лийчлейд       | Lechlade         | 2759      |
| Чипинг Кампдън | Chipping Campden | 2206      |